# 2. august
2. august er dag 214 i året i den gregorianske kalender (dag 215 i skudår). Der er 151 dage tilbage af året.

### Begivenheder
Født - Dødsfald
- 216 f.Kr. - I slaget ved Cannae besejrer Karthago anført af Hannibal en mere end dobbelt så stor romersk styrke.
- 1798 - Slaget ved Abukir afsluttes i praksis på 2. dag ud af 3, med en afgørende britisk sejr over Frankrig, og Napoleon og hans mænd spærres inde i Egypten.
- 1869 - Som led i Meiji-restaurationen afskaffes de fire traditionelle japanske klasser formelt.
- 1914 - I en af de første krigshandlinger under første verdenskrig besætter Tyskland Luxemburg og forlanger fri passage gennem Belgien.
- 1931 - Albert Einstein opfordrer alle videnskabsmænd til at nægte at arbejde med  militære formål.
- 1934 - Adolf Hitler bliver tysk Führer og dermed både statsoverhoved og rigskansler.
- 1945 - Potsdamkonferencen, hvorunder Tysklands deling efter anden verdenskrig er besluttet, afsluttes.
- 1958 - Radio Mercur indleder reklamefinansierede udsendelser fra et skib i Øresund.
- 1980 - En bombe dræber 85 mennesker, sårer mere end 200 og anretter store materielle skader i Bologna.
- 1982 - Skovbrande i Småland i Sverige efter en varm og tør sommer.
- 1990 - Irak invaderer Kuwait og indleder dermed Golfkrigen.
- 2021 - Badmintonspilleren Viktor Axelsen vinder OL-guld i Tokyo ved at besejre kineseren Chen Long i finalen.

### Født
- 1868 - Konstantin 1., græsk konge (død 1923).
- 1901 - Søren Hjorth Nielsen, dansk grafiker og maler (død 1983).
- 1905 - Myrna Loy, amerikansk skuespiller (død 1993).
- 1905   - Karl Amadeus Hartmann, tysk komponist (død 1963).
- 1912 - Palle Huld, dansk skuespiller (død 2010).
- 1932 - Peter O'Toole, irsk skuespiller (død 2013).
- 1934 - Valery Bykovskij, sovjetisk kosmonaut (død 2019).
- 1939 - Wes Craven, amerikansk filminstruktør (død 2015).
- 1942 - Isabel Allende, chilensk forfatter.
- 1945 - Morten Arnfred, dansk filminstruktør.
- 1945   - Anne Mari Lie, dansk forfatter og skuespiller (død 1989).
- 1950 - Jussi Adler-Olsen, dansk forfatter.
- 1963 - Hans Pilgaard, dansk journalist og tv-vært.
- 1964 - Mary-Louise Parker, amerikansk skuespiller.
- 1971 - Carsten Myllerup, dansk filminstruktør.
- 1992 - Hallie Kate Eisenberg, amerikansk skuespiller.

### Dødsfald
- 1332 - Christoffer 2., dansk konge (født 1276).
- 1589 - Henrik 3., fransk konge (født 1551).
- 1788 - Thomas Gainsborough, engelsk kunstmaler (født 1727).
- 1849 - Muhammad Ali Pasha, egyptisk vicekonge (født ca. 1769).
- 1921 - Enrico Caruso, italiensk tenor (født 1873).
- 1922 - Alexander Graham Bell, britisk-amerikansk døvelærer og opfinder (født 1847).
- 1923 - Warren G. Harding, amerikansk præsident (født 1865).
- 1934 - Paul von Hindenburg, tysk militær- og statsmand (født 1847).
- 1936 - Louis Blériot, fransk flypioner (født 1872).
- 1945 - Pietro Mascagni, italiensk operakomponist (født 1863).
- 1946 - Jóannes Patursson, færøsk bonde, politiker og forfatter (født 1866).
- 1961 - Christian Eriksen, dansk skuespiller (født 1897).
- 1973 - Jean-Pierre Melville, fransk filminstruktør (født 1917).
- 1976 - Fritz Lang, tysk filminstruktør (født 1890).
- 1978 - Carlos Chavez, mexicansk komponist og dirigent (født 1899).
- 1982 - Cathleen Nesbitt, engelsk skuespillerinde (født 1888).
- 1996 - Michel Debré, fransk politiker (født 1912).
- 1997 - William S. Burroughs, amerikansk forfatter (født 1914).
- 2003 - Knud Poulsen, dansk journalist, forfatter, teaterdirektør, oversætter og radiokommentator (født 1920).
- 2012 - Bernd Meier, tysk fodboldspiller (født 1972).
- 2016 - Ahmed Zewail, egyptisk-amerikansk videnskabsmand (født 1946).

|  | Denne datoartikel kan blive bedre, hvis der indsættes et (bedre) billede Du kan hjælpe ved at afsøge Wikimedia Commons for et passende billede eller uploade et godt billede til Wikimedia Commons iht. de tilladte licenser og indsætte det i artiklen. |